# Tinus Bosselaar
Martinus „Tinus“ Bosselaar (* 16. Januar 1936 in Rotterdam; † 6. Juni 2018 in Capelle aan den IJssel) war ein niederländischer Fußballspieler.

## Verein
Als erste Vereinsstation Bosselaars ist in der Saison 1953/54 Sparta Rotterdam verzeichnet, für die er in der Eerste Klasse C 24 Spiele absolvierte, bei denen er insgesamt neun Treffer erzielte. In jener Liga stand er in der Folgesaison beim ebenfalls in Rotterdam ansässigen Verein Feyenoord im Kader, dem er auch in der Spielzeit 1955/56 in der Hoofdklasse B angehörte. Bei diesem Klub stehen für Bosselaar 49 Einsätze und 12 Tore zu Buche. 1956 kehrte er zu Sparta zurück und wurde in der Folge bis 1966 in 246 Begegnungen der Eredivisie aufgestellt. Seiner Torbilanz fügte er 49 weitere Treffer hinzu. Während seiner Vereinszugehörigkeit zu Sparta gewann seine Mannschaft 1959 die Landesmeisterschaft und wurde in den Jahren 1958, 1962 und 1966 jeweils Pokalsieger.

## Nationalmannschaft
Er bestritt von 1955 bis 1962 17 Länderspiele für die niederländische Fußballnationalmannschaft, in denen er auf insgesamt 1467 Spielminuten kam, und erzielte dabei vier Tore.

## Erfolge
- 1× Niederländischer Meister (1959)
- 3× Niederländischer Pokalsieger (1958, 1962, 1966)